# Institucionalización
Institucionalización es un término polisémico que se aplica a distintos contextos relativos a las instituciones, especialmente a su proceso de creación o fundación.
En contextos sociológicos y psiquiátricos, se aplica a la sumisión de un individuo al régimen de vida de una institución como el orfanato, el servicio militar, el asilo, la cárcel o el manicomio; donde vive internado durante un largo periodo, hasta hacerse dependiente de ella, más allá del tratamiento que recibe y que teóricamente debería estar orientado a su reinserción en la sociedad. La dimensión represora de instituciones semejantes (concepto institución disciplinaria) fue puesta de manifiesto a través del análisis de su función histórica que hizo Michel Foucault (Vigilar y castigar).
Su opuesto es la desinstitucionalización.